# Dmitri Andrejewitsch Sorokin
Dmitri Andrejewitsch Sorokin (russisch Дмитрий Андреевич Сорокин, engl. Transkription Dmitriy Sorokin; * 27. September 1992 in Chabarowsk, Russland) ist ein russischer Dreispringer.
2009 wurde er positiv auf Carphedon getestet und wegen dieses Verstoßes gegen die Dopingbestimmungen für zwei Jahre gesperrt.
2015 wurde er bei den Halleneuropameisterschaften in Prag Sechster, siegte bei der Universiade in Gwangju und wurde bei den Weltmeisterschaften in Peking Siebter.

## Persönliche Bestleistungen
- Dreisprung: 17,31 m (0,0 m/s), 27. Juli 2019, Tscheboksary
  - Halle: 16,95 m, 14. Februar 2016, Moskau